# FTSE中国50指数
FTSE中国50指数（英: FTSE China 50 Index、中: 富时中国50指数）とは、香港証券取引所に上場している中国企業のH株・レッドチップ・Pチップの50銘柄からなる FTSE Russell の時価総額加重平均型株価指数。香港ドル建てと米ドル建てで公表されている。似た名称でFTSE中国A50指数があるが、別物である。
同じような株価指数としてハンセン中国企業指数があり、本指数と同じく50銘柄から構成されている。

## 構成銘柄
2022年9月現在、FTSE中国A50指数の方は、重み付けの大きい方から貴州茅台酒（酒造企業）、寧徳時代新能源科技（電池メーカー）、招商銀行であるのに対して、FTSE中国50指数の方は、テンセント、アリババグループ、美団とIT系が上位を占めていて、構成は大きく異なる。

## 沿革
2001年4月19日に指数は作られた。2001年3月16日を5,000とする。

## ETF・先物
| コード                               | レバレッジ | 年率    |
| ------------------------------------ | ---------- | ------- |
| FXI                                  | 1倍        | -0.58%  |
| XPP                                  | 2倍        | -10.99% |
| YINN                                 | 3倍        | -26.36% |
| 2024年末現在。米ドル建て、配当込み。 |            |         |

米国では下記 ETF が上場している。
- iShares Trust - China Large-Cap ETF (NYSE Arca: FXI)
- ProShares Ultra FTSE China 50  (NYSE Arca: XPP)
- ProShares Short FTSE China 50 (NYSE Arca: YXI)
- ProShares UltraShort FTSE China 50 (NYSE Arca: FXP)
- Direxion Daily FTSE China Bull 3X Shares (NYSE Arca: YINN)
- Direxion Daily FTSE China Bear 3X Shares (NYSE Arca: YANG)

先物は下記が上場している。近年はシンガポール証券取引所以外は出来高0が続いている。
- シンガポール証券取引所 - SGX FTSE China H50 Index Futures。米ドル建て。取引単位は指数×US$2、呼値の単位は2.5。[7]
- シカゴ・マーカンタイル取引所 - E-mini FTSE China 50 Index。米ドル建て。[8]
- 大阪取引所 - FTSE中国50先物。円建て。[9]